# Six Crimes sans assassin (téléfilm)
 Six Crimes sans assassin est un téléfilm français de Bernard Stora écrit par Bernard Stora et Jackie Berroyer d'après le roman Six Crimes sans assassin de Pierre Boileau, diffusé en 1990 sur Antenne 2.

## Synopsis
Par un dimanche après-midi tranquille du mois de mai, une jeune femme ouvre la fenêtre d'un appartement bourgeois, dans le 16e arrondissement de Paris, et appelle au secours. Les voisins, accourus, entendent des bruits de lutte, deux coups de feu, des plaintes, puis plus rien. Quand on ouvre la porte de l'appartement, on découvre le cadavre de Philippe Vigneray et le corps de sa femme Christine, grièvement blessée. L'arme du crime a disparu, l'assassin aussi. Mais comment a-t-il pu s'enfuir ? Les voisins étaient groupés devant la porte sur le palier. Et la porte de service, dans la cuisine, était fermée à clé de l'intérieur. Le couple semblait vivre en bonne intelligence, on  ne lui connaissait pas d'ennemis. C'est ce que confirme Maître Charasse, le cousin de Philippe Vigneray, arrivé sur les lieux.
Pour élucider ce mystère, on fait appel au commissaire Bastien Darnoncourt, figure légendaire - et hautement médiatique - de la police. Darnoncourt, passionné de musique, tout particulièrement et même exclusivement les six suites pour violoncelle seul de Jean-Sébastien Bach (une par jour de la semaine et le dimanche une des six au choix), vit dans une quasi-retraite, occupé à rédiger ses mémoires avec l'aide d'un écrivain désargenté, Simon Loupias. Celui-ci va se retrouver impliqué malgré lui dans la surprenante enquête du commissaire Darnoncourt qui s'efforce, par ailleurs, de lui faire partager sa passion musicale...

## Fiche technique
- Produit par la Société Française de Production / Antenne 2
- Réalisation : Bernard Stora
- Scénario : Bernard Stora et Jackie Berroyer d'après le roman de Pierre Boileau
- Série Contre-jour dirigée par Jacques Deray
- Musique : Alain Jomy - Extraits des Suites pour violoncelle seul de Jean-Sébastien Bach interprétés par René Benedetti
- 1er assistant-réalisateur : Frédérique Noiret
- Scripte : Michelle Podroznik
- Image : Jacques Guerin
- Cadre : Jean-Bernard Aurouet
- Décors : Michel François
- Costumes : Dominique Combelles
- Son : Michel Boulen
- Montage : Anne-Marie Rochas
- Production exécutive SFP : Cléo Daran
- Chargé de programme Antenne 2 : Jean Capin
- Durée : 90 minutes
- Tournage du 16 mai au 16 juin 1989 à Paris et région parisienne
- 1re diffusion : 21 février 1990 à 20h40 - Antenne 2
- Pays de production :  France
- Genre : comédie policière

## Distribution
- Jean-Pierre Marielle : Darnoncourt
- Fabrice Luchini : Simon
- Étienne Chicot : maître Charasse
- Thierry Gimenez : Moreau
- Patrick Bonnel : l'homme bronzé
- André Chaumeau : Ruppart
- Florent Gibassier : adjoint Moreau
- Madeleine Marie : la voisine
- Luc Moullet : le gardien
- Lisette Valas : Christine Vigneray
- Thierry Langerac : Philippe Vigeneray
- Daisy Miotello : Paula
- Guy-Pierre Mineur : Toussaint
- Rémy Kirch : médecin
- Hervé Pauchon : agent palier
- Philippe Uchan : agent palier 2
- Philippe Le Dem : un agent
- Hervé Boucher : Barman Ternes
- Myriam Moszko : concierge
- Jean Abeillé : voisin
- Luc-Antoine Salmont : serrurier
- Jean-Dominique de La Rochefoucauld : médecin de Charasse
- Benoit Vergne : serveur de la brasserie
- Jacques Poitrenaud : commissaire du 12e arrondissement
- May Sanson : dame au salon du livre